# Provinz Imperia
Die Provinz Imperia ist eine Provinz in der italienischen Region Ligurien. Ihre wichtigsten Städte sind Bordighera, die gleichnamige Provinzhauptstadt Imperia, Sanremo, Taggia und Ventimiglia.
Die Provinz ist Eigentümerin der Villa Nobel in Sanremo und der Villa Grock in Imperia-Oneglia.

## Geschichte
Durch die Vereinigung Savoyens und Liguriens wurden das Gebiet 1815 Teil des Königreichs Sardinien-Piemont. Oneglia wurde zur Provinzhauptstadt bestimmt. Es erhielt 1841 den Titel „città fedelissima“ des Königreichs Sardinien-Piemont. 1860 wurde Porto Maurizio Provinzhauptstadt der  Provinz Porto Maurizio. 1923 gründete Benito Mussolini die Stadt Imperia durch den Zusammenschluss von Porto Maurizio und Oneglia sowie der umliegenden Dorfgemeinden Piani, Caramagna Ligure, Castelvecchio di Santa Maria Maggiore, Borgo Sant’Agata, Costa d’Oneglia, Poggi, Torrazza, Moltedo und Montegrazie. Der Name der Provinz wurde entsprechend geändert.

## Größte Gemeinden
(Stand: 31. Dezember 2023)
| Gemeinde     | Einwohner |
| ------------ | --------- |
| San Remo     | 52.992    |
| Imperia      | 42.490    |
| Ventimiglia  | 22.934    |
| Taggia       | 13.729    |
| Bordighera   | 10.213    |
| Vallecrosia  | 06.776    |
| Diano Marina | 05.552    |
| Camporosso   | 05.611    |